# Оскар популарности 2011.
Оскар популарности 2011. је била друга и последња додела у организацији часописа Пулс. Свечана додела је била одржана 1. фебруара 2011. у Београдском Сава центру. Манифестацију је директно преносила Прва српска телевизија, а водитељи су били Слобода Мићаловић и Никола Ђуричко. После ове доделе, Пулс је престао да организује ову манифестацију.

## Начин гласања
Читаоци „Пулса“ су од половине 7. Децембра 2010. до 17. јануара 2011. гласали за своје фаворите купоном и СМС порукама у следећих 18 категорија
- Филм године
- ТВ Серија године
- ТВ Емисија године
- Радио-емисија године
- Глумица године
- Глумац године
- Спортисткиња године
- Спортиста године
- Поп певачица године
- Поп певач године
- Фолк певачица године
- Фолк певач године
- Група године
- ТВ Лице године
- Личност године
- Е-Оскар
- Концерт године
- YU Оскар

## Важна правила током гласања
- Приликом гласања за ТВ Емисију године, нису се рачунале лиценцне емисије типа Велики Брат, Фарма, Тренутак истине итд. Рачунале су се само домаће емисије.
- Током гласања за Групу године, није било битно који жанр та група свира, било је битно да је реч о Музичом саставу
- Током гласања за Концерт године, није се рачунао само продат број карата, него и квалитет наступа.
- Награда Е-Оскар била је намењена алтернативним извођачима рок и хип-хоп музике.
- Награда YU Оскар је намењена певачима и глумцима из бивше Југославије.
- Награду за Личност године, добија особа која је оставила најбољи утисак на публику.

## Финалисти Оскара популарности 2010.
У броју Пулс-а од 18. јануара 2010, овај часопис је објавио номиноване за доделу у свих 18 категорија и тада су читаоци Пулс-а до сат времена пред доделу купоном и СМС порукама гласали само за номиноване.
ТВ лице 2010. године
- Иван Ивановић
- Јован Мемедовић
- Александра Јефтановић

Личност 2010. године
- Светлана Дашић-Китић
- Душан Ивковић
- Емир Кустурица
- Нада Мацура

Најбољи филм 2010. године
- Шишање
- Жена са сломљеним носем
- Монтевидео, Бог те видео!

Најбоља тв серија 2010. године
- Село гори, а баба се чешља
- Бела лађа
- Мој рођак са села
- Мирис кише на Балкану

Најбоља тв емисија 2010. године
- Вече са Иваном Ивановићем
- Звезде Гранда
- Сасвим природно
- Булевар

Најбоља радио-емисија 2010. године
- Дизање
- Национално разгибавање
- Буђење

Најбоља глумица 2010. године
- Бранка Катић
- Аница Добра
- Љиљана Стјепановић

Најбољи глумац 2010. године
- Ненад Окановић
- Драган Јовановић
- Небојша Глоговац

Најбоља фолк певачица 2010. године
- Рада Манојловић
- Јелена Карлеуша
- Сека Алексић

Најбољи фолк певач 2010. године
- Никола Роквић
- Харис Џиновић
- Аца Лукас
- Џеј

Најбоља поп певачица 2010. године
- Наташа Беквалац
- Неда Украден
- Александра Ковач

Најбољи поп певач 2010. године
- Жељко Јоксимовић
- Сергеј Ћетковић
- Владо Георгиев

Најбољи бенд 2010. године
- Легенде
- Електрични оргазам
- Пилоти

Најбољи концерт 2010. године
- концерт Сергеја Ћетковића(Одржан у Београдској арени 2010)
- концерт Аце Лукаса (Одржан у Београдској арени 2010)
- концерт Влатка Стефановског и Стефана Миленковића (Одржан у Сава центру 2010)

Е-Оскар 2010. године
- Земља грува
- Београдски синдикат
- Gramophonedzie

Најбоља спортисткиња 2010. године
- Ана Ивановић
- Јелена Јанковић
- Ивана Шпановић

Најбољи спортиста 2010. године
- Виктор Троицки
- Новак Ђоковић
- Милош Теодосић

YU-Оскар 2010. године
- Џибони
- Парни ваљак
- Каролина Гочева

специјална признања:
- Велимир Бата Живојиновић (Награда "Зоран Предић" за посебан допринос медијском стваралаштву)
- Мушка тениска репрезентација Србије (Специјални Пулсов Оскар Популарности)